# RBD

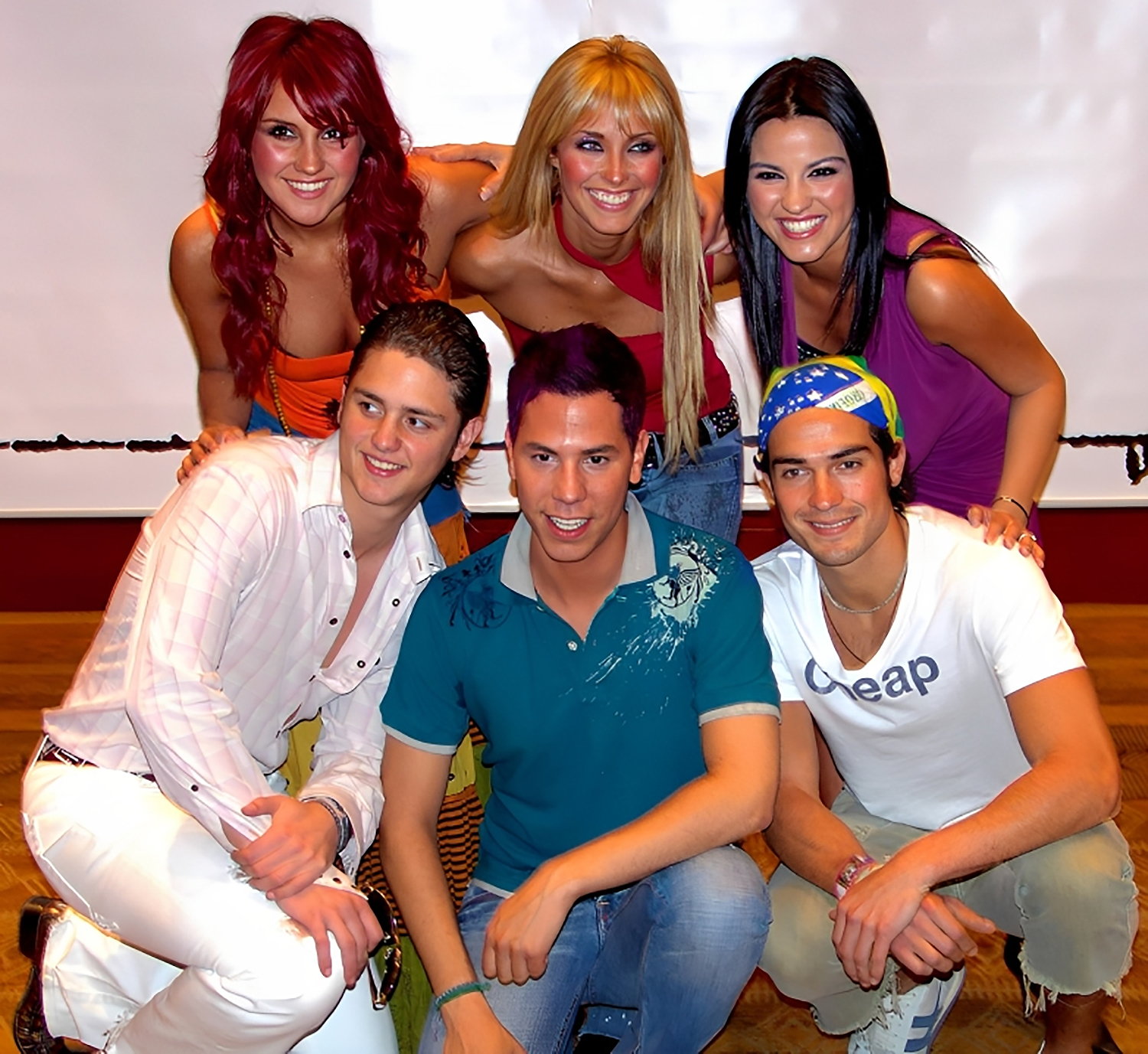
учасники гурту — Анаї, Альфонсо «Пончо» Еррера, Дульсе Марія, Крістіан «Тікі» Чавес, Майте Перроні, Крістофер Укерманн

RBD — Мексиканський музичний гурт що працював у напрямку латинський поп в 2004—2008 роках. Створений учасниками молодіжної теленовели «Бунтарі».
Гурт популярний в країнах Латинської Америки, де за три роки свого існування продала понад 57 млн своїх дисків. Крім того, в Іспанії, Румунії та деяких інших європейських країнах, де транслюється серіал, гурт також має популярність.
Гурт випустив кілька альбомів:
Іспанською мовою:
- Rebelde (2004)
- Nuestro Amor (2005)
- Celestial (2006)
- Empezar Desde Cero (2007)
- Para Olvidarte de Mi (2009)

Англійською мовою:
- Rebels (2006)

Бразильські альбоми:
- Rebelde (Edição Brasil) (2005)
- Nosso Amor Rebelde (2006)
- Celestial (Versão Brasil) (2006)

Живі альбоми:
- Tour Generación RBD En Vivo (2005)
- Live In Hollywood (2006)
- Live In Rio (2007)
- Hecho En España (2007)